# Юношество
 Тази статия е за периода от човешкото развитие.  За филма вижте Юношество (филм).  
Юношеството е периодът на физическо (и производно психично и социално) съзряване, който идва след детската възраст в развитието на човека. Тоест със започване на пубертета и до завършването му.

## Юношество в антропологичен аспект. Инициация
В антропологичен план юношеството се свързва с процеса на инициация. (Инициацията е буквално „тайно посвещаване“). Младият индивид трябва да премине от детството към света на възрастните, като придобие знанията и уменията типични за тях.
Древните хора са възприемали порастването като смърт на детето и раждането на възрастния. В тотемните общества юношата е прекарвал своята инициация извън племето, изучавайки племенните тотеми, закони и ритуали и упражнявайки дейности, типични за мъжкото съсловие. Чак след придобиването на тези знания и умения, често и след полагането на изпит/изпитание, юношата е можел да се завърне в селото като възрастен индивид.
Традициите на инициация в различните общества и периоди са много и многообразни. Общото е, че тя – този преход на юношата между детството и зрялата възраст – е от изключителна важност във всички култури. Юношата трябва да мине през тази инициация за да може да бъде интегриран в племето като зрял индивид. Това е означавало да познава племенния тотем. Без това той няма да е пълноправен член на това племе.
При инициацията на юношите първата разлика е по полов признак. Тази на момичетата и тази на момчетата се различават една от друга в различните култури.
Вариантите са много: момчетата може да са подложени еднократно или многократно (етапно) на изпитания. Тези изпитания са от различен характер, като могат да бъдат и доста жестоки: в някои общества юношите били буквално измъчвани и постфактум оставяни сами в гората. Който успеел да излезе бивал приет в обществото.
Друг вариант е юношите да бъдат събирани в специални къщи извън селото. Там те живеели и бивали обучавани. Правилата в тези къщи отново може да са съвсем разнообразни. В някои общества било позволено, даже препоръчително, в тези къщи за младежи да идват и момичета. Така момчето можело да се „упражнява“ в бъдещите си съпружески задължения.
Още един вариант е инициацията да бъде извършена чрез церемония. Тя може да бъде предшествана от изпитание, но може и тя да е същинската инициация. В повечето случаи последното се среща предимно при момичетата. Възрастовата инициация при девойките от племето на западните Апачи преминавали през церемонията, наречена „Церемония на Изгрева“ след първата си менструация. Тази церемония подготвя девойките за бъдещия им живот като жени.